# Maki Ishii
Maki Ishii (jap. 石井 眞木 Ishii Maki; ur. 28 maja 1936 w Tokio, zm. 8 kwietnia 2003 tamże) – japoński kompozytor.
Syn tancerza Baku Ishii i brat kompozytora Kana Ishii. W latach 1952–1958 uczył się prywatnie u Akiry Ifukube i Tomojirō Ikenouchiego, po czym wyjechał do RFN, gdzie od 1958 do 1961 był studentem Hochschule der Künste Berlin. Jego nauczycielami byli Boris Blacher i Josef Rufer. Uczestniczył w Internationale Ferienkurse für Neue Musik w Darmstadcie. Po powrocie do Japonii był jednym z pionierów muzyki awangardowej w tym kraju. W 1973 roku założył zespół Tokk Ensemble, z którym odbył liczne trasy koncertowe.
W swojej twórczości łączył zachodnie i japońskie tradycje muzyczne. Tworzył utwory orkiestrowe, m.in. Expression na orkiestrę smyczkową (1967), Kyō-ō na fortepian, orkiestrę i taśmę (1968), Kyō-sō na perkusję i orkiestrę (1969), a także muzykę kameralną, m.in. Nucleus na biwę, harfę, shakuhachi i flet (1973) i Anime amare na harfę, instrumenty perkusyjne i taśmę (1974).